# IAR-15
El IAR 15 fue un caza diseñado por Elie Carafoli para la Real Fuerza Aérea Rumana. Era un monoplano de ala baja cantilever ligeramente armado, propulsado por un motor radial, con tren de aterrizaje fijo y cabina abierta.

## Historia y desarrollo
Después de haberse dedicado durante unos cinco años a la construcción bajo licencia de aviones franceses, la Industria Aeronáutica Rumana (IAR) comenzaba en 1930 una nueva política de producción más personal y original. Desgraciadamente en 1931, se produjo un accidente mortal mientras se intentaba obtener un récord mundial de distancia con el  C.V.11, un monoplano de caza de concepción revolucionaria, y que llevó el descrédito a las realizaciones de la industria rumana, que debió esforzarse no poco en volver a obtener la confianza del gobierno de la nación.
En 1932, el director técnico Elie Carafoli retomó el trabajo de diseño realizando dos modelos de caza; ambos eran monoplanos de ala baja cantilever. Fueron los IAR T.12 de 1932 y IAR T.13 de 1933. A continuación les siguió el IAR 14 , provisto de un tren de aterrizaje simplificado y estructura antivuelco; de este modelo se construyeron veinte unidades para la Fuerza Aérea Rumana . 
El penúltimo proyecto de Carafoli (en 1934 diseño el entrenador de caza IAR 16) fue el caza interceptador IAR 15 de 1933, un monoplano de ala baja y tren fijo carenado  de construcción mixta, metálica y entelada. El motor en línea anteriormente usado en el IAR 14 fue abandonado y en su lugar se sustituyó con un motor radial. En consecuencia, el fuselaje delantero se sometió a un importante rediseño. La sección transversal fue redondeada y un anillo NACA cubrió el motor IAR 9KIc40 (Gnome & Rhône 9Krse construido bajo licencia) de 600 hp (447 kW) que accionaba una hélice de madera de dos palas, que más tarde fue sustituida por hélices de metal tripalas; con el nuevo radial en estrella de nueve cilindros, el avión alcanzó una velocidad máxima de 375 km/h a 4.000 m y podría ascender a 5.000 m en 8 minutos. El techo se elevó a 10.500 m con una autonomía de 600 km, el IAR 15 podría interceptar cualquier tipo de bombardero contemporáneo.
Junto a la nueva sección del fuselaje frontal, también se implementaron otros cambios estructurales. La sección transversal del fuselaje trasero se amplió y reforzó. El fuselaje era una estructura de tubo de acero cubierta con dural por delante de la cabina y tela en la popa. La cola se rediseñó de nuevo, esta vez a una forma triangular y también se construyó de tubo de acero soldado y cubierta de duraluminio . Se instaló un tren de aterrizaje de puntal único mejorado aerodinámicamente con espaciadores de rueda cerca de las raíces del ala con suspensión oleoneumática, ruedas carenadas y una rueda de cola auto orientable reemplazó el patín de cola anterior. La cabina abierta estaba en popa del borde posterior del ala y como en los modelos anteriores, el piloto se situaba en una cabina abierta, pero protegido  por un parabrisas y por un robusto  reposacabezas con un pilón antivuelco. Las extremos de las alas fueron redondeadas y acortadas a 11.00 m de envergadura, dando un área total de 19.00 m², fueron construidas alrededor de dos largueros de duraluminio, costillas de pino y madera contrachapada y revestimiento de hoja de duraluminio para la sección central con revestimiento de tela para los paneles externos. 
El IAR 15, aparato de línea decididamente moderna, pareció atraer en primera instancia el interés de las autoridades rumanas, aunque prevaleció una vez más la desconfianza hacia el proyecto nacional, y de este modo se construyeron tan sólo cinco ejemplares, pues el gobierno prefirió adquirir el caza de fabricación polaca PZL P.11 que lo superaba en maniobrabilidad. Hay que indicar sin embargo, que la velocidad del IAR 15 se consideró excelente. En todos los aspectos, el IAR-15 en las pruebas realizadas a principios de 1934 por el primer teniente Alex Papana y era comparable a otros tipos de cazas monoplanos de su tiempo, como el Dewoitine D.500 de la Aéronautique Militaire , el Boeing P-26 Peashooter del US Army Air Corps o el Polikarpov I-16 de la VVS . La capacidad de velocidad del IAR-15 se consideró excelente y estableció un récord de altitud nacional de 11.631 m en 1936.

### Características generales
- Longitud: 7,76 m
- Envergadura: 11,00 m
- Altura: 2,70 m
- Superficie alar: 19,00 m²
- Peso vacío: 1.215 kg
- Peso cargado: 1.650 kg
- Planta motriz: IAR 9KIc40, radial de 9 cilindros refrigerado por aire.
  - Potencia: 447 kW (600 HP; 608 CV) cada uno.
- Hélices: tripala metálica
- Diámetro de la hélice: 3,20 m

### Rendimiento
- Velocidad nunca excedida (Vne): 375 km/h a 4.000 m
- Velocidad crucero (Vc): 340 km/h
- Alcance: 600 km
- Techo de vuelo: 10.500 m
- Régimen de ascenso: 12,9 m/seg
- Carga alar: 92,10 kg/m²

### Armamento
- Ametralladoras: 2× Vickers de 7,70 mm, sincronizadas

## Operadores
Real Fuerza Aérea Rumana